# Tolfta socken
Tolfta socken i Uppland ingick i Örbyhus härad, uppgick 1952 i Tierps köping och området ingår sedan 1971 i Tierps kommun och motsvarar från 2016 Tolfta distrikt.
Socknens areal är 122,93 kvadratkilometer varav 121,03 land. År 1954 fanns här 1 257 invånare. Strömsbergs bruk samt kyrkbyn Tolfta med sockenkyrkan Tolfta kyrka ligger i socknen.   

## Administrativ historik
Tolfta socken har medeltida ursprung. 
Vid kommunreformen 1862 övergick socknens ansvar för de kyrkliga frågorna till Tolfta församling och för de borgerliga frågorna bildades Tolfta landskommun. Landskommunen inkorporerades 1952 i Tierps köping som 1971 ombildades till Tierps kommun. 1962 överfördes Tierps tätort till församlingen.
1 januari 2016 inrättades distriktet Tolfta, med samma omfattning som församlingen hade 1999/2000.  
Socknen har tillhört län, fögderier, tingslag och domsagor enligt vad som beskrivs i artikeln Örbyhus härad. De indelta båtsmännen tillhörde Norra Roslags 1:a båtsmanskompani.

## Geografi
Tolfta socken ligger närmast norr om Tierp kring Tämnarån. Socknen har dalgångsbygd utmed ån och är däromkring en myrrik skogsbygd.
Socknen begränsas i väster av Uppsalaåsen och E4. I sydöstra hörnet tangeras sjön Strömaren.

## Fornlämningar
Från bronsåldern finns gravrösen. Från järnåldern finns 15 gravfält. En runsten har påträffats.

## Namnet
Namnet skrevs vid 1300-talets början Tolftakyrkiu kommer från kyrkan. Det innehåller tolft som är en indelningar av hundare.